# 收音机
收音机是一种小型的无线电接收机。主要用于接受无线电電台的广播节目，收听无线电发射台，通常是广播电台发送的娛樂及資訊节目。它有異於軍事用途的無線電接收器，後者不是廣播。

## 分类

### 按照大小
- 台式收音机。这一类型常见于1970-1980年代或之前的中國家庭。这类收音机一般是电子管或者晶体管收音机，一般需要外接交流电源或分别配置两组电池（甲电和乙电）使用。
- 便携式收音机
- 口袋型收音机
- 袖珍式收音机
- 微型收音机。内置于磁带播放机CD播放机内的收音机，有自己的独立电路部分和调谐装置，甚至供电部分也独立。通过特定的开关打开。
- 内置收音机。作为电子设备例如手机，MP3播放器，CD播放机，卫星接收器，机顶盒等的功能组成部分。

### 按元器件分類
- 真空管收音機
- 礦石收音機
- 半導體收音機
- 積體電路收音機

### 按解调方式和波长
- 调幅收音机 (AM)
  - 长波收音机 (LW)
  - 中波收音机 (MW)
  - 短波收音机 (SW)

短波收音機的頻率大於3兆赫，接送波長範圍為10到80公尺
- 调频收音机 (FM)

## 知名品牌
- 德生
- 德劲
- 汉荣达
- 德仕博
- 斯华东
- 科多笙
- 山進
- 根德
- 索尼
- 东芝
- 松下
- 日立制作所
- 伊顿

## 图片

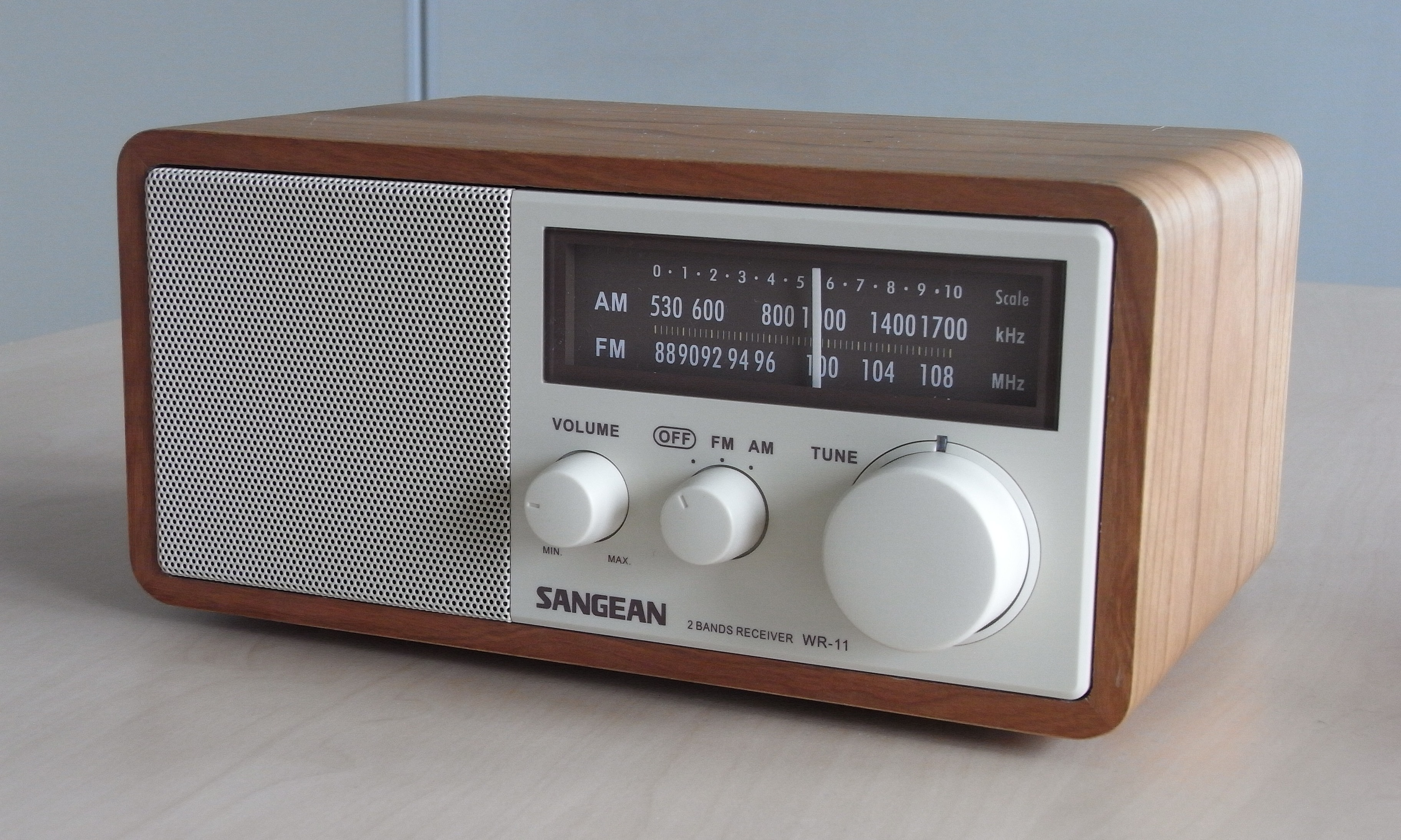
山進WR-11 收音機
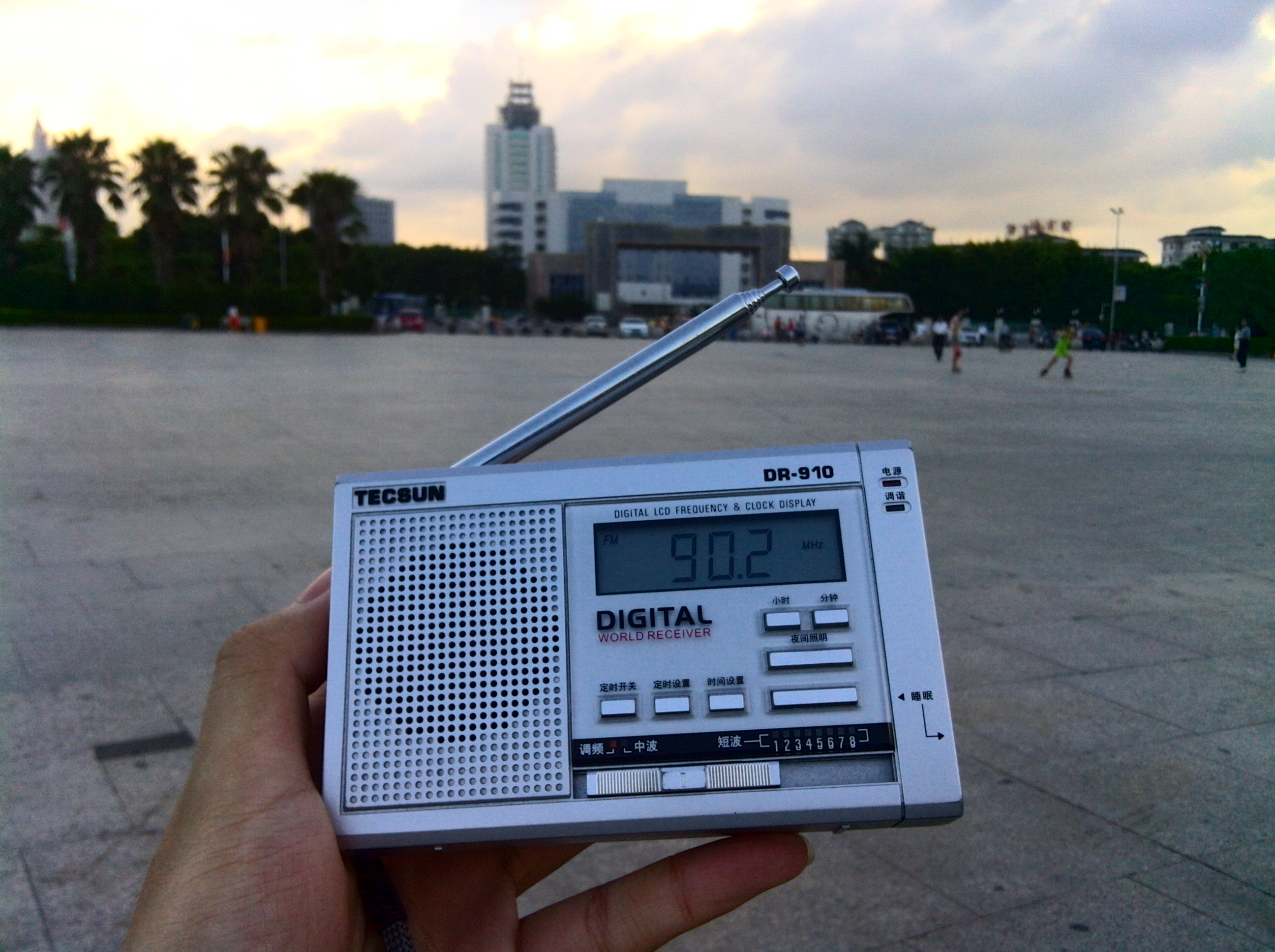
德生DR-910收音机
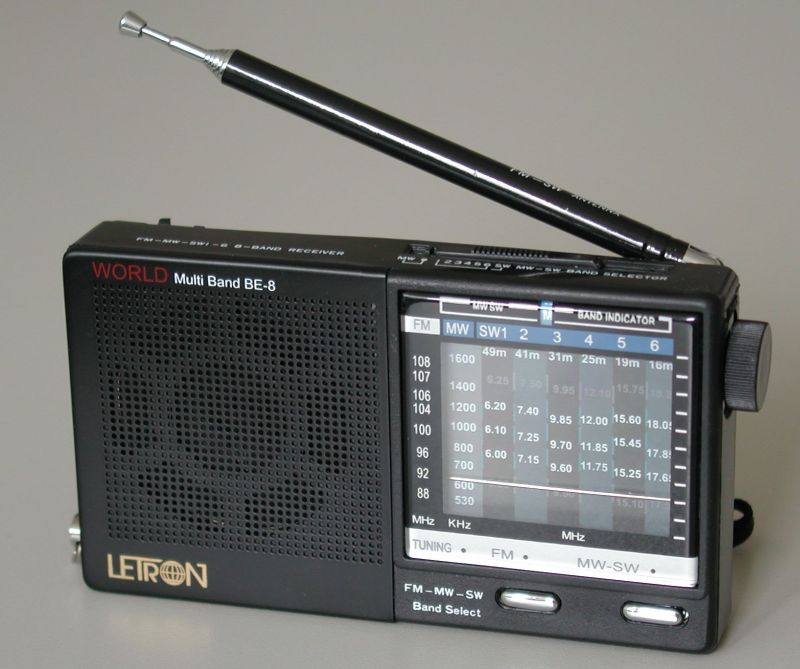
Letron多波段收音機

## 参看
- 无线电通讯
- 发射机
- 矿石收音机
- 行山對講機
- 網路電台

## 外部連結
- 维基共享资源上的相關多媒體資源：收音机